# 平川南
平川 南（ひらかわ みなみ、男性、1943年1月28日 - ）は、日本の歴史学者。専門は日本古代史。人間文化研究機構機構長。国立歴史民俗博物館名誉教授。山梨県立博物館名誉館長。

## 略歴[1]
1943年、山梨県で生まれた。山梨大学学芸学部社会科学科に入学し、1965年に卒業。卒業後は、山梨県立身延高等学校の教員を3年間務めた。
1968年、文化庁文化財保護部記念物課臨時職員となり、史跡の調査と保護を担当。1969年、多賀城町嘱託として、特別史跡多賀城跡附寺跡の環境整備事業技術管理者となった。1970年からは宮城県教育委員会技術職員として宮城県多賀城跡調査研究所に勤務。その際に、日本で初めての漆紙文書を発見した。
1982年、国立歴史民俗博物館歴史研究部助教授に就任。1989年、教授に昇任。1990年、学位請求論文『漆紙文書の研究』を東京大学に提出して文学博士の学位を取得。2001年4月から国立歴史民俗博物館企画調整官となり、副館長を務めた。2005年9月からは同館長事務取扱、2006年4月から2014年3月まで同館長。
2005年、山梨県立博物館長となった。2018年4月に退任し、同名誉館長となった。2004年4月～2006年3月、2014年4月～2018年3月の2期にわたって人間文化研究機構理事。2018年4月から2022年3月まで同機構長。

## 受賞
- 1990年：『漆紙文書の研究』で角川源義賞を受賞。
- 2013年：第37回野口賞を受賞。
- 2018年：文化庁創立50周年記念表彰被表彰者。

## 研究内容・業績
墨書土器や木簡、漆紙文書などの出土文字資料や自然環境から日本古代史の実像を描く研究を展開している。近年では韓国木簡・石碑などの調査や、対外関係や地域間交流などにも研究テーマを拡大している。

## 著作
著書
- 『漆紙文書の研究』吉川弘文館, 1989年
- 『よみがえる古代文書：漆に封じ込められた日本社会』岩波書店, 1994年
- 『墨書土器の研究』吉川弘文館, 2000年
- 『古代地方木簡の研究』吉川弘文館, 2003年
- 『新視点古代史　日本の原像』(全集日本の歴史 2) 小学館, 2008年
- 『東北「海道」の古代史』岩波書店, 2012年
- 『律令国郡里制の実像』上巻　吉川弘文館, 2014年
- 『律令国郡里制の実像』下巻　吉川弘文館, 2014年
- 『出土文字に新しい古代史を求めて』同成社, 2014年
- 『地域に生きる人びと：甲斐国と古代国家』(新しい古代史へ 1) 吉川弘文館、2019年
- 『文字文化のひろがり：東国・甲斐からよむ』(新しい古代史へ 2)吉川弘文館、2019年
- 『交通・情報となりわい：甲斐がつないだ道と馬』(新しい古代史へ 3) 吉川弘文館、2020年

共著・編著・監修
- 『宮城県多賀城跡調査研究所資料Ⅰ：多賀城漆紙文書』（共編著） 宮城県多賀城跡調査研究所, 1979年
- 『名取新宮寺一切経調査報告書』東北歴史資料館, 1980年
- 『多賀城碑：その謎を解く』（共編著） 雄山閣出版, 1989年
- 『正倉院文書拾遺』国立歴史民俗博物館, 1992年
- 『生活史Ⅰ』(体系日本史叢書 15)（共著）, 山川出版社, 1994年
- 『長野県屋代遺跡群出土木簡』（共著）, 長野県埋蔵文化財センター, 1996年
- 『荒田目条里遺跡木簡調査略報：木簡が語る古代のいわき』（共著）, いわき市教育委員会, 1996年
- 『「非文献資料の基礎的研究-古印-」報告書　日本古代印集成』（編著）, 国立歴史民俗博物館, 1996年
- 『烽［とぶひ］の道：古代国家の通信システム』（共編著）, 青木書店, 1997
- 『国立歴史民俗博物館研究報告』79：日本古代印の基礎的研究（共編著）, 国立歴史民俗博物館, 715頁, 1999年
- 『よみがえる古代の碑』（東野治之共著） 歴史民俗博物館振興会(歴博ブックレット⑦), 1999年
- 『堅田B遺跡発掘調査概報』（共著）, 金沢市埋蔵文化財センター, 1999年
- 『国立歴史民俗博物館研究報告』78：［共同研究］都市における生活空間の史的研究-（編著）, 国立歴史民俗博物館, 1999年
- 『古代日本の文字世界』（編著）, 大修館書店, 2000年
- 『発見！古代のお触れ書き：石川県加茂遺跡出土加賀郡牓示札』（監修）, (財)石川県埋蔵文化財センター編, 大修館書店, 2001年
- 『国立歴史民俗博物館研究報告』96：［共同研究］日本歴史における災害と開発Ⅰ（編著）, 国立歴史民俗博物館, 2002年
- 『文字と古代日本Ⅰ 支配と文字』（沖森卓也・栄原永遠男・山中章共編）吉川弘文館, 2004年
- 『国立歴史民俗博物館研究報告』118：［共同研究］日本歴史における災害と開発Ⅱ-（共編著）, 国立歴史民俗博物館, 2004年
- 『文字と古代日本Ⅱ 文字による交流』（沖森卓也・栄原永遠男・山中章共編） 吉川弘文館, 2005年
- 『古代日本  文字の来た道：古代中国・朝鮮から列島へ』（編著）, 大修館書店, 2005年
- 『Jr. 日本の歴史』１巻, ２巻（監修）, 小学館, 2010年
- 『よみがえる古代文書：漆紙文書が伝えてくれる古代の世界-』（朝鮮語翻訳版）, 韓国国立羅州文化財研究所, 周留城出版社, 2010年
- 『環境の日本史Ⅰ 日本史と環境：人と自然-』（編著）, 吉川弘文館, 2012年
- 『歴博国際シンポジウム 古代日本と古代朝鮮の文字文化交流』（編著）, 大修館書店, 2014年